# Uniqa Tower
La Uniqa Tower ou UNIQA Tower est un gratte-ciel de bureaux de la ville de Vienne, dans le quartier de Leopoldstadt, en Autriche. La tour est haute de 75 m et comporte 22 étages, ainsi que 5 niveaux souterrains. Le bâtiment fut conçu par l'architecte autrichien Heinz Neumann et fut construit entre octobre 2001 et juin 2004. L'ouverture officielle fut le 25 juin 2005.